# Valentin Krempl
Valentin Krempl   (Rosenheim, 15 d'abril de 1904 - 31 de desembre de 1945) va ser un pilot de bobsleigh alemany que va competir a començaments del segle xx.
El 1928 va prendre part en els Jocs Olímpics de Sankt Moritz, on guanyà la medalla de bronze en la prova de bobs a 5 formant equip amb Hans Heß, Sebastian Huber, Hanns Kilian i Hanns Nägle.